# Vicent Adam
Vicent Adam, també conegut com a Vicente Adán (Algemesí, Ribera Alta, segle xviii - ?), fou un compositor, organista i teòric valencià. Destaca per haver sigut l'organista de la Real Capilla de Nuestra Señora de la Almudena de Madrid.

## Obres[2]
- Preludios o formaciones de tonos puestos para salterio, y pueden servir de luz para todos los instrumentos (Madrid, 1781)
- Documento para la instrucción de músicos y aficionados que intentan saber el arte de composición (Madrid, 1786)
- Respuesta gratulatoria a la Carta laudatoria de D. Anacleto de Leta, apoderado de la juventud músico-aficionada (Madrid, 1787)
- Demostración de los signos de salterio, y reglas para templarle

## Composicions[2]
- Seis cuartetos para flauta, dos violines, viola i bajo continuo.
- Seis para salterio en lugar de flauta.
- Ocho minuets para pianoforte.
- Música de diferentes autores para salterio.
- La salve á nueve
- El primer salmo para completas
- Nueve sonatas para órgano.
- Distinas piezas de música para salterio.
- Dos sinfonías concertadas para salterio, flauta violines, violas, trompas y bajo.